# Domszky Pál
Domszky Pál (Herencsvölgy, 1903. május 17.  – Budapest, 1974. október 17.) történész.

## Élete
Domszky Pál a magyar-lengyel történelmi, irodalmi, kulturális, genealógiai kapcsolatok kiemelkedő kutatója volt.
1903. május 17-én született a felvidéki Herencsvölgyön (Hriňová). 
Ősi lengyel családból származik. 
Egyik őse – Władysław Dąmbski – Sobieski János lengyel király 1684. évi bécsi hadjárata során esett el, egy másik, Nikodem Dąmbski az 1848/49-es magyarországi lengyel légió tisztjeként harcolt az isaszegi csatában.
A család az első világháborút követően Budapesten telepedett le. 
Domszky Pál Kőbányán járt gimnáziumba, majd a budapesti Pázmány Péter Tudományegyetemen, később a párizsi Sorbonne-on folytatta tanulmányait. Orvosnak készült, jogot végzett, végül történész lett.
Budapesti egyetemista évei során a Magyar-Lengyel Főiskolai és Diákszövetség megalapítója és vezetőségi tagja volt.
Lengyel vonatkozású történelmi, kulturális és családkutatási tevékenysége is ezekben az években kezdődött.
1929-ben a Bem József hamvait a törökországi Aleppóból lengyelországi szülőhelyére Tarnówba hazaszállító Magyar Országos Bem Bizottság titkára. 
Kezdeményezője az esztergomi Sobieski-emlékmű felállításának.
Magyar-lengyel genealógiai kutatásai kapcsán 1933-ban Lengyelországba költözik, ahol 1935-ben házasságot köt Anna Dąmbskával, egy ősi lengyel nemesi család sarjával.
Domszky Pál a háború éveiben maga köré gyűjti a Lengyelországban élő magyarokat. 
A Harmadik Birodalomhoz csatolt tartományban, az ún. Lengyel Főkormányzóságban megszervezi a Magyar Szövetséget, amelynek Varsón kívül Krakkóban és Lwówban is működött csoportja.
Domszky Pál 1939. szeptember 15-e, a varsói magyar diplomáciai külképviselet tevékenységének beszüntetése után felveszi a kapcsolatot a berlini magyar követséggel, és ő látja el a megszállt Lengyelországban élő magyarok képviseletét. Konzulként működik, állampolgársági, visszahonosítási, hagyatéki ügyeket intéz, tevékenysége azonban messze meghaladja a szokásos konzuli munkát. 
A Magyar Szövetség tagjainak magyar címeres, német nyelvű igazolványokat ad, amelyek védelmet, viszonylag szabad mozgást és élelmiszerjegyhez való jogosultságot biztosítanak. 
Ha kell, útleveleket szerez, a leginkább rászorulóknak pénzbeli támogatást nyújt, fajra, felekezetre, származásra való tekintet nélkül. 
Boltot nyit a varsói Wielka utcában, amely konspirációs célokat is szolgál.
A Magyar Szövetség és a lengyelországi magyar kolónia vezetőjeként Domszky kapcsolatot tart a német megszállás ellen küzdő lengyel Honi Hadsereg (Armia Krajowa) főparancsnokságával. 
A Varsó környékén szolgálatot teljesítő magyar hadtest parancsnokságával fenntartott kapcsolatai révén fegyvereket szerez a varsói felkelőknek. 
A legnagyobb veszélyben lévő lengyeleket Magyarországra menekíti. 
Adományokkal támogatja a Varsóban állomásozó magyar honvédeket, a Vöröskereszt segítségével gyógyszert szállít egy varsói kórháznak.
Családját 1944 januárjában Budapestre küldi, ő maga 1944 nyarán tér vissza Magyarországra. 
Budapest ostromát a Zichy Géza utca egyik villájában éli át, ahol zsidó származású családokat bújtat az oda telepedett német tisztek elől.
1945-ben, a háború befejezése után vidékre költözik. 
A Nógrád megyei Szügyön és Balassagyarmaton lakik, ahol a Magyar Állami Erdőgazdaság dolgozója. 
Később a Börzsönyi Állami Erdőgazdasághoz kerül, Perőcsénybe, majd Kemencére. 
Fatelepkezelő, majd bérelszámoló. 
Ismert és nagyon népszerű ember volt, népművelő, a falu könyvtárának, művelődési házának vezetője, valamint a Helytörténeti Múzeum megalapítója.
1964-ben Budapestre költözik, a fővárosban tagja és alelnöke a Magyarországi Bem József Lengyel Kulturális Egyesületnek. Rendszeres látogatója, gyakori vendége a Lengyel Kulturális Intézetnek.
Az 1848–49-es forradalom és szabadságharc magyar és lengyel résztvevőinek sorsát kutatva tagja lett az isaszegi Múzeumbarátok Köre Elnökségének és a Falumúzeum adattári munkaközösségének. 
Részt vett az Isaszegen 1972-ben rendezett Magyar–Lengyel Történelmi Napok megszervezésében, egyik kezdeményezője volt a Lengyel Légió és Wysocki József honvéd tábornok tiszteletére emléktáblák elhelyezésének a községháza falán és a református templom homlokzatán.
Halála után, 1976-ban valósult meg az isaszegi Falumúzeum alapítójával közösen tett javaslata is, melynek eredményeként a Lengyel Légió megalakulásának színhelyén, a Magyar Nemzeti Múzeum kertjében Wysocki mellszobor felállítására került sor.
1974-ben Budapesten hunyt el.

## Emlékezete
1996. április 6-án Isaszegen, abban a helységben, ahol 1849-ben ugyanezen a napon a magyar honvédek a lengyel légió támogatásával győztes csatát vívtak, a Múzeum falán táblát állítottak Domszky Pál emlékére. Ugyanezen a napon a településen emlékkiállítás nyílt, amelynek mottója gyakran mondott szavai voltak: „Tudjátok jól, amíg élek, minden lengyel dolgot támogatok és pártolok.”
1998. október 19-én Varsó belvárosában, a Marszałkowska és a Nowogrodzka utca sarkán kétnyelvű emléktáblát avattak fel. A tábla szövege: 
Ezen a helyen állt az a ház, amelyben a hitleri megszállás éveiben lakott Domszky Pál (1903-1974). Magyarnak született, szívében lengyel volt. A lengyelországi Magyar Szövetség elnöke, a lengyel-magyar kapcsolatok fáradhatatlan kutatója és ápolója, a háború alatt a lengyelek védelmezője és menedéke.
1999. augusztus 1-je, a varsói felkelés kitörésének 55. évfordulója alkalmából, Aleksander Kwaśniewski lengyel államfő Domszky Pálnak posztumusz a Lengyel Köztársaság Érdemrendje Tiszti Keresztjét adományozta a lengyel földalatti mozgalom segítéséért, a lengyel Honi Hadsereg fegyverekkel történő ellátásáért.
2002. május 25-én Kemence Község Önkormányzata kezdeményezésére az egykori Hont vármegye székházának falán állítottak emléktáblát a magyar-lengyel kapcsolatok kutatójának, aki az ötvenes és hatvanas években a kemencei művelődési ház és könyvtár vezetője, valamint a helytörténeti múzeum megalapítója volt.
2007. október 12-e óta nevét a kemencei erdészet egyik erdészháza viseli.

## Külső hivatkozások
- http://www.wysocki.hu
- http://www.ipolyerdo.hu